# Merrilliobryum fabronioides
Espèce
Statut de conservation UICN

 EN B1+2cd : En danger
Merrilliobryum fabronioides est une espèce de plantes de la famille des Fabroniaceae.

## Publication originale
- Philippine Journal of Science 3: 25. 1908.